# Geranium weddellii
Geranium weddellii är en näveväxtart som beskrevs av John Isaac Briquet. Geranium weddellii ingår i släktet nävor, och familjen näveväxter. Inga underarter finns listade i Catalogue of Life.